# Novica Veličković

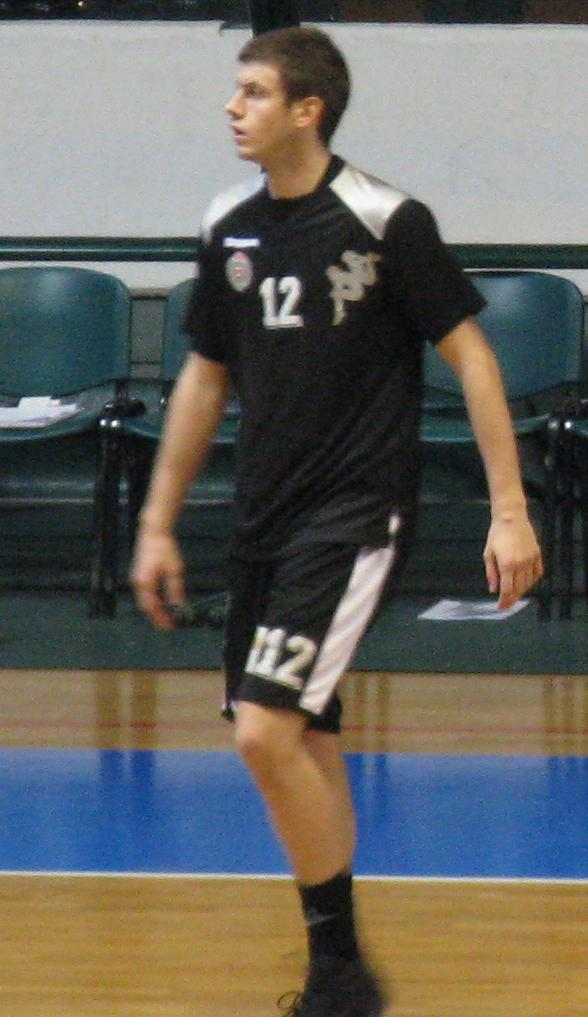

Novica Veličković (cyr. Новица Величковић; ur. 5 października 1986 w Belgradzie) – serbski koszykarz, grający na pozycji silnego skrzydłowego. Jest wychowankiem Partizana Belgrad i obecnie występuje w tym klubie.
Podczas rozgrywanych w Polsce w 2009 Mistrzostw Europy, Novica był jednym z najlepszych zawodników swojej reprezentacji, z którą zdobył srebrny medal.

## Osiągnięcia
Stan na 17 lutego 2020, na podstawie, o ile nie zaznaczono inaczej.

### Drużynowe
- Mistrz:
  - Ligi Adriatyckiej (2007–2009)
  - Serbii (2005–2009)
- Wicemistrz:
  - EuroChallenge (2015)
  - Ligi Adriatyckiej (2005, 2006)
  - Hiszpanii (2012)
  - Serbii (2018)
- Brąz ligi:
  - Adriatyckiej (2017)
  - Serbskiej (2019)
- 4. miejsce w:
  - Eurolidze (2011)
  - lidze tureckiej (2015)
- Zdobywca pucharu:
  - Serbii (2008, 2009, 2018, 2019, 2020)
  - Hiszpanii (2012)
- Finalista:
  - pucharu:
    - Serbii (2005, 2007, 2017)
    - Hiszpanii (2010, 2011)

  - Superpucharu Hiszpanii (2009)

### Indywidualnie
- MVP:
  - Final Four Ligi Adriatyckiej (2009)
  - ligi serbskiej (2009)
  - play-off ligi serbskiej (2009)
  - pucharu Serbii im. Radivoja Koracia (2009)
  - miesiąca:
    - Euroligi (luty 2009)
    - hiszpańskiej ligi ACB (listopad 2009)

  - kolejki:
    - Euroligi (13 – 2007/2008, 2 - TOP 16 2008/2009)
    - ACB (8 – 2009/2010)
- Wschodząca gwiazda Euroligi (2009)
- Zaliczony do I składu Ligi Adriatyckiej (2017[5], 2018[6])
- Lider ligi serbskiej w zbiórkach (2014)

### Reprezentacja
- Mistrz Europy U–20 (2006)
- Wicemistrz Europy (2009)
- Brązowy medalista mistrzostw Europy U–20 (2005)
- Uczestnik mistrzostw:
  - Europy (2007 – 13. miejsce, 2009)
  - świata (2010 – 4. miejsce)
  - turnieju FIBA Diamond Ball (2008)